# Bob Lester
Edgard de Almeida Negrão de Lima (Santa Maria, 17 de janeiro de 1913 — Rio de Janeiro, 6 de novembro de 2015), nome artístico Bob Lester, foi um cantor, músico e sapateador brasileiro, que se destacou nas décadas de 1930 e 1940.

## Primeiros Passos
Cantor, dançarino e músico, Bob Lester nasceu Edgard de Almeida Negrão de Lima, em 17 de janeiro de 1913, na cidade Santa Maria-RS. Suas tendências musicais surgiram desde muito cedo, pois sua mãe Maria do Carmo era musicista de uma orquestra em Porto Alegre. Em meados da década de 30, ainda com o pseudônimo de Almeida, participa do programa de rádio "A Hora do Gongo", apresentado por Ary Barroso. Nas duas primeiras participações, por estar muito nervoso, acaba sendo gongado. Quando já pensava em desistir, amigos o convencem a fazer uma terceira tentativa. E é desta vez que Edgard recebe a nota máxima do programa, sendo contratado para cantar e sapatear no Cassino da Urca, apresentando-se ao lado de artistas como Oscarito, Grande Otelo e da famosa vedete Mistinguette. Bob Lester foi o primeiro sapateador do Cassino da Urca. Nessa mesma época, atua também em vários espetáculos do Copacabana Palace e do Quintandinha (Petrópolis-RJ), além de ser contratado pela Rádio Cajuti.

## Carreira Internacional
Por volta de 1937, Bob recebe convite para atuar na Espanha e Portugal, mas acaba por conhecer toda a Europa numa excursão que faz com a orquestra "Suspiro de Espanha". De volta ao Brasil, o artista não ficaria muito tempo por aqui. Em 1942, viaja novamente para Portugal, Espanha e, finalmente, chega aos Estados Unidos onde passa a residir. Lester também se apresenta nos cassinos de França, Suíça, Itália, Escócia, Monte Carlos e Filadélfia e atua como dançarino em espetáculos de Frank Sinatra, Bob Hope e Dóris Day, realizados em Nova Iorque. É também na América que, por sugestão de Bob Hope, adota o pseudônimo Bob Lester.

## O Retorno ao Brasil
Bob permanece no exterior ainda por um bom tempo, mas, atendendo ao chamado de sua mãe que estava enferma e gostaria  de vê-lo, novamente retorna a seu país. Com o falecimento de sua progenitora, o artista decide não mais voltar à América, embora ainda tenha se apresentado no Uruguai, Teatro Solis; no Paraguai, Clube Biguá; e em cassinos e emissoras de televisão da Argentina e da Bolívia. No Brasil, atua com sucesso ao lado de ídolos populares como Leny Eversong, Trigêmeos Vocalistas e na Companhia Teatral de Procópio Ferreira. Com relação à gravação de músicas, não se encontra nenhum registro em nome de Bob Lester.

## A Derrocada
Mudando-se para o Rio Grande do Sul, Bob começa a encontrar dificuldades para se apresentar, embora atuasse como jurado numa emissora de rádio local.  No início dos anos 60, é contratado pelo empresário  Fernando Eiras Morales para uma temporada na Argentina e Uruguai, e é neste país que recebe a trágica notícia do falecimento de sua família, esposa e duas filhas, num acidente automobilístico. O cantor nem mesmo consegue chegar a tempo para o enterro. Traumatizado, inicia um longo período de tratamento em hospital psiquiátrico de Porto Alegre e, posteriormente, no Rio de Janeiro. Parcialmente recuperado, mas já arruinado financeiramente por seu último empresário, tenta sem êxito retornar ao estrelato do anos 30 e 40, apresentando-se em  programas de TV que lhe renderam algumas homenagens. Na década de 80, mais uma fatalidade abala a vida de Lester: enchente no bairro de Jacarepaguá onde morava, deixa sua residência inabitável e destrói quase todos os seus pertences, inclusive  instrumentos musicais de trabalho, reportagens e  material fotográfico trazidos da América.

## Os últimos anos: o velhinho boa praça
Por um longo período que começa em meados dos anos 80, o cantor foi completamente esquecido pelos meios de comunicação, apresentando-se esporadicamente em uma ou outra emissora de TV. Após se recuperar de um tumor na bexiga, já no início da década de 2000, Bob retomou seus trabalhos, sendo assunto principal de várias revistas e jornais das pequenas cidades por onde se apresentou em praça pública, com seus shows de música, sapateado e imitações dos quais ainda sobrevive. O artista também voltou a marcar presença em programas de TV de grande audiência como o Programa do Jô, Mais Você, Pânico na TV, entre outros, além de ser convidado para participar de apresentações de cantores nos mais variados estilos tais como Lobão e Agnaldo Timóteo.
Entre 2002 e 2004, Hanna Godoy e Mariana Silveira começam a produzir o curta-metragem Bob Lester. O filme, cujo roteiro foi premiado, traz o ator Stênio Garcia no papel principal, e exibe cenas com apresentações do conjunto Bando da Lua. Por falta de verba, no entanto, somente em 2010 é que se pôde concluí-lo. A estreia se deu no Cine Odeon, na 20ª edição do Festival Internacional de Curtas do Rio de Janeiro, e contou com a presença do próprio Bob Lester e de Stênio Garcia.
Em dezembro de 2010, Bob grava a marchinha carnavalesca "Cuidado com o Pereira", do cantor e compositor Luiz Henrique. A gravação foi um acontecimento inédito em sua carreira, já que o artista nunca havia gravado antes como solista.
Já em 2011, com 98 anos, ao lado dos artistas Luiz Henrique e Marion Duarte, participa, cantando e sapateando, do show "Tributo ao Rei do Samba Sinhô", que foi apresentado em points da cidade do Rio de Janeiro, como o Salão Vip do Amarelinho da Cinelândia, o Teatro do SESC de Madureira e a Estudantina Musical da Praça Tiradentes.
Não tendo residência fixa, Bob costumava viver entre Rio de Janeiro e São Paulo e, quando se encontrava no Rio, era de praxe que fizesse seus shows, aos finais de semana, na Praia do Arpoador. Segundo declarações do próprio Lester, sobrevivia com a ajuda financeira de artistas amigos.

## Controvérsias
- O primeiro ponto obscuro na carreira de Lester seria com relação à atuação do músico no Bando da Lua, acompanhando Carmen Miranda, quando da estada da cantora nos Estados Unidos. Ruy Castro, autor da mais recente biografia de Carmen, em entrevista dada ao jornalista Adriano Quadrado, do Jornal da Cidade, nega a participação do artista no renomado conjunto.[2]  Nos livros já publicados sobre Carmen Miranda, pouquíssimas são as referências ao nome Bob Lester. No entanto na obra Carmen Miranda, a Cantora do Brasil, Abel Cardoso Júnior, a respeito do grupo, relata que, a partir de 1944, "a troca de elementos foi constante", inclusive com a participação de alguns componentes do conjunto Anjos dos Inferno. Somente por volta de 1949 é que o conjunto liderado por Aloisio de Oliveira, já com formação completamente diferente, passa a usar novamente o nome Bando da Lua, o que inclusive em muito desagradou os primitivos componentes do conjunto. Ao serem entrevistados pela Revista Manchete, de 27-05-2000, o pesquisador musical Ricardo Cravo Albin, o percussionista Vadeco, integrante da primeira formação do Bando da Lua, e Ricardo Quartin, produtor musical de Frank Sinatra, Tom Jobim e Vinícius de Moraes, endossam as palavras de Bob, ao afirmarem que ele realmente tocou com Carmen Miranda. Quartin inclusive não descarta a possibilidade de Bob ter caído no ostracismo devido à grande inimizade entre ele e o líder do Bando, Aloísio de Oliveira; já Albin esclarece que Lester não foi uma figura permanente no grupo. Em matéria da Revista Contigo, publicada em 28 de abril de 2010, Bob confessa que não foi propriamente um componente do conjunto, com a seguinte afirmação sobre Carmen e o seu Bando : "É que eu subia ao palco com ela, acompanhado do Bando da Lua... isso sim...  Fui amigo do pessoal todo." E a essa conclusão também nos faz chegar a Enciclopédia de Música Brasileira, Erudita e Folclórica Popular - vol. 1 - Art Editora Ltda, 1977, em seu verbete sobre o artista: "Em 1939, trabalhou em vários "shows" nos cassinos da Urca, do Quitandinha de Petrópolis(RJ) e do Copacabana Palace Hotel. Acompanhou Carmen Miranda e o Bando da Lua quando a cantora foi para os Estados Unidos."

- A segunda controvérsia é o fato de Bob ter sido mesmo dançarino nos shows de Frank Sinatra. Alguns estudiosos contestam esta informação, no entanto, quando da vinda do astro americano ao Brasil, segundo matéria do jornal O Estado de S. Paulo, de 24 de janeiro de 1980, Bob, já em sua fase de penúria, foi reconhecido na rua pelo músico Shepard Coleman, da banda de Sinatra. Jornalistas que presenciaram a cena, comoveram-se com a situação de Bob e lhe compraram terno e sapatos para que ele pudesse assistir ao show de Sinatra, e uma foto de Lester sorrindo ao lado do grande artista americano foi imediatamente levada à suíte do cantor por um assessor zeloso, que também prometeu um encontro dos velhos companheiros, conforme reportagem da revista Veja, de 30 de janeiro de 1980.

- E, por fim, teríamos a polêmica no que se refere ao acidente automobilístico ocorrido com a família do cantor. Não é possível se saber ao certo a data do ocorrido, tampouco os familiares que faleceram. As matérias que tratam sobre o assunto não são precisas. Acredita-se que o acidente tenha ocorrido antes de 1970, data em que a Revista O Cruzeiro publica uma grande reportagem sobre o artista e já relata a fatalidade, cujos detalhes são narrados por um Bob já abalado mentalmente. Outra hipótese seria a de que o próprio cantor é quem estaria dirigindo o automóvel e, por ter se sentido culpado pela morte da família, abdicou totalmente de sua existência, passando a viver como mendigo. Esta última hipótese inclusive justificaria a falta de precisão encontrada nas declarações do artista ao falar sobre este assunto.

## Curiosidades
- No inicio dos anos 90, Bob Lester passou por Blumenau e conseguiu com a Prefeitura Municipal, hospedagem, por três dias, no Asilo municipal. Em retribuição, o Sr Bob Lester promoveu um show para todos os hospedes do Asilo; para que o show acontecesse a Prefeitura de Blumenau pediu para que a banda Ximya de Ovo tocasse. Conhecemos aquele Sr fantástico, simpático e super bem humorado e depois de cinco minutos estávamos tocando juntos. Ele nos pedia o tom e fazia todo o resto. Cantou muito, dançou e sapateou como mestre. Tive a feliz oportunidade de ver fotos do Bob Lester, integrando o Bando da Lua e dançando com o Frank Sinatra, elas estavam autografadas, uma  pela Carmem Miranda e outra por Frank Sinatra.
- Com o falecimento do cantor de operetas Johannes Heesters, em 24-12-11, Bob Lester passou a ser o mais velho cantor e sapateador em atividade no mundo.
- De acordo com matéria publicada no jornal O Globo, de 22 de maio de 2011, o hotel onde Bob mora é pago pelo cantor Roberto Carlos, fato que foi confirmado ao jornal pela assessoria de Roberto.
- Em 24 de agosto de 2011, no Largo da Carioca - Rio de Janeiro, Bob Lester, aos 98 anos, leva uma surra de guardas municipais e vai parar no hospital Souza Aguiar para tratar os ferimentos. Bob tentava impedir que os guardas covardemente espancassem um camelô que estava trabalhando. O fato foi noticiado pelo Jornal O Dia e pelas rádios Globo e Nacional.
- Em maio de 2013, Bob dá entrevista ao programa do Antônio Carlos, da Rádio Globo do Rio de Janeiro, informando que, por ter sido cortada a ajuda que recebia da produção do cantor Roberto Carlos, não tendo mais como pagar sua hospedagem em hotel, conseguiu ser abrigado no Retiro dos Artista, em Jacarepaguá, de onde teve que fugir logo em seguida, visto que lá não lhe davam a liberdade de sair quando quisesse.
- Em 01 de Outubro de 2013, Bob foi assessorado por advogados voluntários na 5º DP, na Lapa, após sofrer devido a intoxicação por gás lacrimogênio ao participar de protesto na Câmara dos Deputados apoiando os professores. Ele emocionou a todos os presentes com a sua simpatia. O Velório aconteceu na capela do Retiro dos Artistas, o enterro foi no Cemitério de Jacarepaguá, no Pechincha.